# Toro Rosso STR8
Toro Rosso STR8 (původně označované jako Toro Rosso STR08) byl závodní vůz Formule 1 navržený a vyrobený společností Scuderia Toro Rosso pro závodění ve Formuli 1 v sezóně 2013. Řídili jej Daniel Ricciardo a Jean-Éric Vergne, kteří oba jezdili za tým i v sezóně 2012.
Jednalo se o poslední vůz Toro Rosso, který používal motor Ferrari. Motory Ferrari poháněly tým od roku 2007, než tým přešel na motor Renault od sezóny 2014. Byl to také poslední vůz Toro Rosso, který používal motor V8 předtím, než byl v roce 2014 nahrazen motorem V6.

## Shrnutí sezóny
Vůz STR8 se po celou sezónu ukázal jako poměrně nespolehlivý, zejména v evropských závodech, což vyvrcholilo selháním hydrauliky při Grand Prix Itálie na voze Jeana-Érica Vergneho. Střed sezóny však prokázal efektivitu podvozku: na okruzích, kde výkon motoru není tak zásadní, byly vozy konkurenceschopné a dosáhly nejlepšího umístění v sezóně a to 6. místa díky Jeanu-Éricovi Vergnemu.

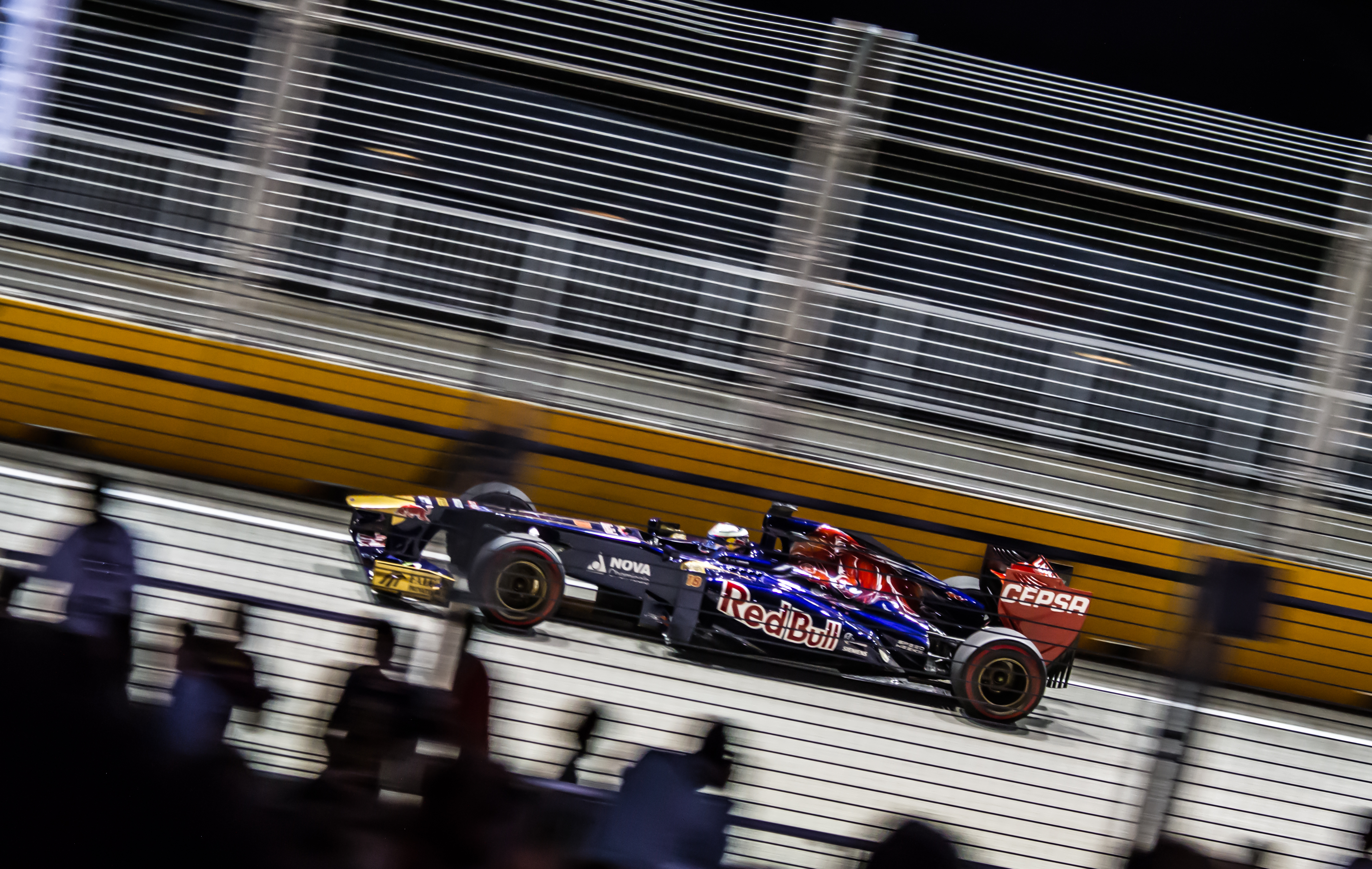
Daniel Ricciardo během kvalifikace na Grand Prix Singapuru.

Špatný výkon motoru Ferrari způsobil, že Franz Tost hledal alternativu. Jednání o dohodě s Renaultem se naplnila a nakonec Toro Rosso přešlo od sezóny 2014 k motorům Renault.
Tým nakonec skončil v poháru konstruktérů na osmém místě s 33 body.

## Kompletní výsledky ve Formuli 1
| Legenda k tabulce | Legenda k tabulce                                                                       |
| Barva             | Výsledek                                                                                |
| ----------------- | --------------------------------------------------------------------------------------- |
| Zlatá             | Vítěz                                                                                   |
| Stříbrná          | 2. místo                                                                                |
| Bronzová          | 3. místo                                                                                |
| Zelená            | Bodované umístění                                                                       |
| Modrá             | Nebodované umístění                                                                     |
| Modrá             | Dokončil neklasifikován (NC)                                                            |
| Fialová           | Odstoupil (Ret)                                                                         |
| Červená           | Nekvalifikoval se (DNQ)                                                                 |
| Červená           | Nepředkvalifikoval se (DNPQ)                                                            |
| Černá             | Diskvalifikován (DSQ)                                                                   |
| Bílá              | Nestartoval (DNS)                                                                       |
| Bílá              | Závod zrušen (C)                                                                        |
| Světle modrá      | Pouze trénoval (PO)                                                                     |
| Světle modrá      | Páteční testovací jezdec (TD)                                                           |
| Bez barvy         | Netrénoval (DNP)                                                                        |
| Bez barvy         | Vyřazen (EX)                                                                            |
| Bez barvy         | Nepřijel (DNA)                                                                          |
| Bez barvy         | Odvolal účast (WD)                                                                      |
| Bez barvy         | Nezúčastnil se (prázdné)                                                                |
| Označení          | Význam                                                                                  |
| Tučnost           | Pole position                                                                           |
| Kurzíva           | Nejrychlejší kolo                                                                       |
| †                 | Jezdec nedojel do cíle, ale byl klasifikován, protože odjel více než 90 % délky závodu. |
| ‡                 | Byl udělován poloviční počet bodů, protože bylo odjeto méně než 75 % délky závodu.      |
| Horní index       | Umístění bodujících jezdců ve sprintu                                                   |

| Rok  | Tým                 | Motor            | Pneumatiky | Jezdci           | 1   | 2   | 3   | 4   | 5   | 6   | 7   | 8   | 9   | 10  | 11  | 12  | 13  | 14  | 15  | 16  | 17  | 18  | 19  | Body | Umístění |
| ---- | ------------------- | ---------------- | ---------- | ---------------- | --- | --- | --- | --- | --- | --- | --- | --- | --- | --- | --- | --- | --- | --- | --- | --- | --- | --- | --- | ---- | -------- |
| 2013 | Scuderia Toro Rosso | Ferrari Type 056 | P          |                  | AUS | MAL | CHN | BHR | ESP | MON | CAN | GBR | GER | HUN | BEL | ITA | SIN | KOR | JPN | IND | ABU | USA | BRA | 33   | 8. místo |
| 2013 | Scuderia Toro Rosso | Ferrari Type 056 | P          | Jean-Éric Vergne | 12  | 10  | 12  | Ret | Ret | 8   | 6   | Ret | Ret | 12  | 12  | Ret | 14  | 18† | 12  | 13  | 17  | 16  | 15  | 33   | 8. místo |
| 2013 | Scuderia Toro Rosso | Ferrari Type 056 | P          | Daniel Ricciardo | Ret | 18† | 7   | 16  | 10  | Ret | 15  | 8   | 12  | 13  | 10  | 7   | Ret | 19† | 13  | 10  | 16  | 11  | 10  | 33   | 8. místo |